# Вибіркове керування доступом
Вибіркове керування доступом (англ. Discretionary access control, DAC) — керування доступом суб'єктів до об'єктів на основі списків керування доступом або матриці доступу. Також використовуються назви «дискреціонне керування доступом», «контрольоване керування доступом» або «розмежоване керування доступом».
Суб'єкт доступу «Користувач № 1» має право доступу тільки до об'єкта доступу № 3, тому його запит до об'єкта доступу № 2 відхиляється. Суб'єкт «Користувач № 2» має право доступу як до об'єкта доступу № 1, так і до об'єкта доступу № 2, тому його запити до даних об'єктів не відхиляються.
Для кожної пари (суб'єкт — об'єкт) має бути задане явне і недвозначне перерахування допустимих типів доступу (читати, писати і т. д.), Тобто тих типів доступу, які є санкціонованими для даного суб'єкта (індивіда або групи індивідів) до даного ресурсу (об'єкту).
Можливі кілька підходів до побудови дискреційонного керування доступом: 
- Кожен об'єкт системи має прив'язаного до нього суб'єкта, званого власником. Саме власник встановлює права доступу до об'єкта.
- Система має одного виділеного суб'єкта — суперкористувача, який має право встановлювати права володіння для всіх інших суб'єктів системи.
- Суб'єкт з певним правом доступу може передати це право будь-якому іншому суб'єкту.

Можливі й змішані варіанти побудови, коли одночасно в системі присутні як власники, які встановлюють права доступу до своїх об'єктів, так і привілейований користувач, який має можливість зміни прав для будь-якого об'єкта та / або зміни його власника. Саме такий змішаний варіант реалізований в більшості операційних систем, наприклад Unix або Windows NT.
Вибіркове керування доступом є основною реалізацією розмежувальної політики доступу до ресурсів при обробці конфіденційних відомостей, відповідно до вимог до системи захисту інформації.